# Ramon Gittens
Ramon Gittens (Bridgetown, 20 luglio 1987) è un velocista barbadiano.
È il detentore del record nazionale di Barbados nei 60 metri piani indoor, conquistato il 18 marzo 2016 ai campionati del mondo indoor di Portland; questa prestazione gli ha valso la medaglia di bronzo.

## Record nazionali
- 60 metri piani indoor: 6"51 ( Portland, 18 marzo 2016)

## Progressione

### 60 metri piani indoor
| Stagione | Tempo | Luogo         | Data      | Rank. Mond. |
| -------- | ----- | ------------- | --------- | ----------- |
| 2016     | 6"51  | Portland      | 18-3-2016 | 8º          |
| 2014     | 6"68  | Winston-Salem | 19-1-2014 | 115º        |
| 2013     | 6"70  | Chapel Hill   | 2-2-2013  | 106º        |
| 2012     | 6"72  | State College | 27-1-2012 | 141º        |

### 100 metri piani
| Stagione | Tempo | Luogo      | Data      | Rank. Mond. |
| -------- | ----- | ---------- | --------- | ----------- |
| 2015     | 10"02 | Pechino    | 22-8-2015 | 31º         |
| 2014     | 10"06 | Ratisbona  | 7-6-2014  | 35º         |
| 2013     | 10"02 | Montverde  | 8-6-2013  | 21º         |
| 2012     | 10"21 | Greensboro | 13-5-2012 | 103º        |
| 2011     | 10"24 | Clermont   | 11-6-2011 | 118º        |
| 2009     | 10"18 | San Angelo | 23-5-2009 | 69º         |
| 2008     | 10"33 | Toluca     | 18-7-2008 | 190º        |
| 2006     | 10"50 | Waterford  | 24-6-2006 |             |
| 2003     | 10"85 | Sherbrooke | 11-7-2003 |             |

### 200 metri piani
| Stagione | Tempo | Luogo      | Data      | Rank. Mond. |
| -------- | ----- | ---------- | --------- | ----------- |
| 2015     | 20"78 | Bridgetown | 21-6-2015 | 241º        |
| 2014     | 20"44 | Arima      | 10-5-2014 | 70º         |
| 2009     | 20"56 | Lynchburg  | 30-4-2009 | 74º         |
| 2008     | 20"83 | Bridgetown | 22-6-2008 | 183º        |
| 2006     | 21"00 | Waterford  | 25-6-2006 |             |
| 2005     | 21"19 | Bridgetown | 29-6-2005 |             |
| 2004     | 21"48 | Bridgetown | 22-2-2004 |             |
| 2003     | 21"88 | Bridgetown | 22-6-2003 |             |

## Palmarès
| Anno | Manifestazione          | Sede           | Evento      | Risultato  | Prestazione | Note                                     |
| ---- | ----------------------- | -------------- | ----------- | ---------- | ----------- | ---------------------------------------- |
| 2007 | Campionati NACAC        | San Salvador   | 200 m piani | Batteria   | 21"69       |                                          |
| 2008 | Campionati CAC          | Cali           | 200 m piani | Semifinale | dns         |                                          |
| 2009 | Campionati CAC          | L'Avana        | 100 m piani | Batteria   | 10"41       |                                          |
| 2009 | Campionati CAC          | L'Avana        | 200 m piani | Batteria   | 21"07       |                                          |
| 2009 | Mondiali                | Berlino        | 100 m piani | Batteria   | 10"47       |                                          |
| 2009 | Mondiali                | Berlino        | 200 m piani | Batteria   | 21"33       |                                          |
| 2011 | Campionati CAC          | Mayagüez       | 100 m piani | 5º         | 10"31       |                                          |
| 2011 | Mondiali                | Taegu          | 100 m piani | Batteria   | 10"42       |                                          |
| 2011 | Giochi panamericani     | Guadalajara    | 100 m piani | Semifinale | 10"37       |                                          |
| 2012 | Giochi olimpici         | Londra         | 100 m piani | Batteria   | 10"35       |                                          |
| 2013 | Campionati CAC          | Morelia        | 100 m piani | Bronzo     | 10"19       |                                          |
| 2013 | Mondiali                | Mosca          | 100 m piani | Semifinale | 10"31       |                                          |
| 2013 | Mondiali                | Mosca          | 4×100 m     | Batteria   | 38"94       | Record nazionale                         |
| 2014 | World Relays            | Nassau         | 4×100 m     | Finale B   | dns         |                                          |
| 2014 | World Relays            | Nassau         | 4×200 m     | 4º         | 1'21"88     | Record nazionale                         |
| 2014 | Giochi del Commonwealth | Glasgow        | 100 m piani | 8º         | 10"25       |                                          |
| 2015 | World Relays            | Nassau         | 4×100 m     | 10º        | 38"70       | Record nazionale                         |
| 2015 | World Relays            | Nassau         | 4×200 m     | Batteria   | 1'22"86     | Miglior prestazione personale stagionale |
| 2015 | Giochi panamericani     | Toronto        | 100 m piani | Argento    | 10"07       | Miglior prestazione personale stagionale |
| 2015 | Giochi panamericani     | Toronto        | 4×100 m     | 4º         | 38"79       |                                          |
| 2015 | Campionati NACAC        | San José       | 100 m piani | Argento    | 10"11       |                                          |
| 2015 | Campionati NACAC        | San José       | 4×100 m     | Bronzo     | 38"55       |                                          |
| 2015 | Mondiali                | Pechino        | 100 m piani | Semifinale | 10"04       |                                          |
| 2016 | Mondiali indoor         | Portland       | 60 m piani  | Bronzo     | 6"61        | Record nazionale                         |
| 2016 | Giochi olimpici         | Rio de Janeiro | 100 m piani | Batteria   | 10"25       |                                          |
| 2016 | Giochi olimpici         | Rio de Janeiro | 200 m piani | Batteria   | 20"58       |                                          |
| 2017 | World Relays            | Nassau         | 4×100 m     | Argento    | 39"18       |                                          |
| 2017 | Mondiali                | Londra         | 100 m piani | Batteria   | 10"24       |                                          |
| 2017 | Mondiali                | Londra         | 4×100 m     | Batteria   | 39"19       |                                          |
| 2018 | Giochi del Commonwealth | Gold Coast     | 100 m piani | Semifinale | 10"44       |                                          |
| 2018 | Giochi del Commonwealth | Gold Coast     | 4×100 m     | 5º         | 39"04       |                                          |